# Archidendron multifoliolatum
Archidendron multifoliolatum är en ärtväxtart som först beskrevs av H.Q. Wen, och fick sitt nu gällande namn av Te Lin g Wu. Archidendron multifoliolatum ingår i släktet Archidendron och familjen ärtväxter. Inga underarter finns listade i Catalogue of Life.